# Diabolique (téléfilm)
Pour les articles homonymes, voir Les Diaboliques.
Pour plus de détails, voir Fiche technique et Distribution.
Diabolique est un téléfilm français de 2016, réalisé par Gabriel Aghion. Il a été diffusé en Belgique sur La Une, le 27 mars 2016, et en France sur France 3, le 5 avril 2016.

## Synopsis
Hélène, François-Henri et Charles de Lassay sont frères et sœur. Ils possèdent ensemble un domaine familial, dans le Bordelais. Au printemps 1997, la famille apprend que les subventions allouées par la Caisse des monuments historiques vont être coupées. Le manoir est pourtant en mauvais état et la famille n'a pas les moyens de le sauver. C'est alors qu'un certain Thomas Texier arrive dans la vie d'Hélène. Attentionné, prévenant, il s'attire toute la confiance d'Helène et bientôt d'une bonne partie de la famille. Petit à petit, il leur fait croire qu'il existe un complot contre eux et qu'il est la seule personne à qui ils peuvent faire confiance.

## Fiche technique
- Réalisation : Gabriel Aghion
- Scénario : Julien Guerif et Pierre Isoard, inspiré du livre Diabolique de Ghislaine de Védrines, XO éditions
- Musique : Laurent Sauvagnac et Stéphane Zidi
- Production : Pascale Breugnot (Ego productions)
- Durée : 1 h 30 min.
- Genre : drame
- Pays :  France Tournage à Paris et région parisienne
- Date de diffusion :
  -  En Belgique: 27 mars 2016 sur La Une[1]
  -  En France : 5 avril 2016 sur France 3

## Distribution
- Michèle Laroque : Hélène de Lassay Anger
- Laurent Stocker : Thomas Texier
- Anne Consigny : Isabelle de Lassay
- Philippe Résimont : Gérard Anger
- Antoine Chappey : François-Henri de Lassay
- Serge Larivière : Charles de Lassay
- Édith Scob : Madeleine de Lassay
- Arthur Choisnet : Thibault de Lassay
- Ernst Umhauer : Aymeric de Lassay
- Grégoire Didelot : Paul Anger
- Isabelle Spade : Marie-Sophie

## Origine du téléfilm
Ce téléfilm est inspiré par un fait divers appelé l'affaire des reclus de Monflanquin, l'histoire de la famille de Védrines qui, de 2001 à 2008, a vécu sous l'influence de Thierry Tilly, un homme manipulateur qui va spolier la famille dans laquelle il a réussi à se rendre indispensable. L'histoire est relatée dans le livre de Ghislaine de Védrines, coécrit avec son mari Jean Marchand, édité aux Éditions XO.

## Tournage
Le tournage a commencé le 26 novembre 2015 pour un mois.